# کبودبال کرتی کوچک ماداگاسکار
کبودبال کرتی کوچک ماداگاسکار (نام علمی: Azanus soalalicus) نام یک گونه از سرده کبودبال‌های کرتی است.